# Truszki-Kucze
Truszki-Kucze [pronunciación en polaco: /ˈtruʂki ˈkut͡ʂɛ/] es un pueblo ubicado en el distrito administrativo de Gmina Kolno, dentro del Condado de Kolno, Voivodato de Podlaquia, en el norte de Polonia oriental. Se encuentra aproximadamente a 14 kilómetros al noreste de Kolno y a 85 kilómetros al noroeste de la capital regional Białystok.